# Kārlis Skalbe
Kārlis Skalbe (n. 7 noiembrie 1879, Vecpiebalga Municipality⁠(d), Letonia – d. 14 aprilie 1945, Stockholm, Suedia) a fost un scriitor, poet și activist leton. Este cel mai cunoscut pentru cele 72 de basme ale sale, care sunt scrise pentru adulți.  El a fost numit „Regele basmelor” iar cuvintele sale, Tēvzemei un Brīvībai (Pentru Patrie și Libertate), sunt înscrise pe Monumentul Libertății din Riga.

## Copilăria și școala
Skalbe s-a născut în parohia Vecpiebalga, în centrul regiunii Vidzeme, în același an în care unul dintre cei mai mari reprezentanți ai literaturii letone, poetul Auseklis (Miķelis Krogzemis), a murit în exil. Tatăl său, Jānis, a fost fierar; iar mama sa, Ede, era, ca și tatăl său, un nativ din Piebalga. Familia Skalbes a avut zece copii, dintre care Kārlis era cel mai tânăr; cinci dintre frații săi au murit foarte tineri.
Părinții lui Skalbe erau creștini devotați. Tatăl său era un cititor avid atât al lucrărilor contemporane, cât și al Bibliei - spunea că poate să o citeze pe de rost, și, de asemenea, a fost un mare povestitor. Însuși Skalbe a învățat să citească la 7 ani, învățat de mama sa. Mama lui Skalbe a devenit șefa gospodăriei lor când tatăl său a murit la 55 de ani, iar  Skalbe avea doar 8 ani. Mijloacele lor de existență erau sărace - mama lui Skalbe lucra și prin gospodăria vecinilor. Ea a găsit forță în credința ei; a fost un membru activ al fraților moravi, ea a participat la întâlniri și servicii și, probabil, a fost o cântăreață excelentă. Religiozitatea ei a fost o influență puternică asupra tânărului Skalbe - mai târziu pentru a surprins această perioadă a copilăriei sale în poezia Gurstot (Îngrijorat), parte a colecției sale Cietumnieka sapņi (Visele prizonierului).
Skalbe a urmat prima dată o școală în parohia Veļķe, între 1887 și 1890, unde subiectul său preferat era studiile biblice. Acolo a dezvoltat o relație strânsă cu Ernests Felsbergs, ulterior profesor de istoria artei și rector al Universității din Letonia. Cu toate acestea, prima întâlnire a lui Skalbe cu poezia nu a fost la școală, ci în cele patru veri ale sale ca păstor, unde în patul său sub salteaua de fân a găsit o carte de poezii de Pēteris Ceriņš, un poet liric activ în anii 1860 și 1870. Skalbe a scris prima sa poezie la 12 ani și  primul său basm nu după mult timp.
Din 1890 până în 1895 (aproximativ), Skalbe a urmat școala congregațională din Vecpiebalga, unde sora sa Līze l-a ajutat să-și plătească studiile. Printre colegii săi de școală s-au aflat H. Albăts, viitor diplomat; și Jānis Roze, care a devenit un editor de carte a cărui editură este  activă și astăzi. Skalbe a promovat studiile religioase, a studiat scrierea eseurilor și a citit și a fost profund influențat de romanele lui Ivan Turgheniev și Feodor Dostoievski.

## Începuturile ca autor
Următorii pași ai lui Skalbe după ce a părăsit școala nu sunt clari. Sora lui a încercat să-l plaseze împreună cu un distribuitor de cărți, Veinbergs, în Riga, dar Skalbe nu știa germana. A avut un loc de muncă într-o altă librărie, Bērziņš, unde lucra toată ziua. Cea mai memorabilă experiență în această perioadă a fost prima sa călătorie la Riga, despre care a scris mai târziu în memoriile sa Mans Ziemassvētku brauciens (Călătoria mea de Crăciun, 1933).

## Carieră
A lucrat ca profesor și jurnalist. După revoluția rusă din 1905 s-a mutat în Elveția, Finlanda și Norvegia. S-a întors în Letonia în 1909 și a fost trimis mai târziu la închisoare timp de 18 luni pentru activități revoluționare. A luptat în rândurile pușcașilor letoni în 1916. 
El a rămas în Letonia până în 1944, când a devenit evident că, după război, URSS va ocupa din nou Letonia. S-a mutat apoi în Suedia și a murit câteva luni mai târziu.
În 1987, fosta sa casă de vară a fost deschisă ca muzeu public dedicat vieții și lucrărilor sale.

## Vezi și
- Listă de scriitori letoni